# Mamerc Emili Escaure
Mamerc Emili Escaure (en llatí: Marmercus Aemilius Scaurus), fill de Marc Emili Escaure, va ser un senador romà que destacà per la seva activitat com a orador i poeta tràgic, i també pel seu caràcter controvertit.
Era senador quan Tiberi va pujar al tron l'any 14 i es va fer sospitós a l'emperador per alguns dels seus discursos. L'any 21 va acusar Domici Corbuló i el 22 a Silà. L'any 32 ell mateix va ser acusat de majestas (traïció) però Tiberi va aturar el procediment. Aviat va ser altre cop acusat de màgia i d'adulteri, l'any 34, per Servili i Corneli Tusc però en realitat per una crítica a l'emperador en una de les seves tragèdies (intitulada Atreu). Per suggeriment de la seva dona Sèxtia es van suïcidar junts. Tàcit i Sèneca li donen rang consular, però no apareix als Fasti. Abans d'estar casat amb Sèxtia va tenir una dona de nom Lèpida amb la que va tenir una filla, i més tard es va casar amb la vídua del germà de Lèpida.